# Rivière de la Boule
Pour les articles homonymes, voir Boule.
La rivière de la Boule est un affluent de la rivière L'Assomption, coulant dans les municipalités de Sainte-Émélie-de-l'Énergie et de Saint-Côme, dans la municipalité régionale de comté (MRC) de Matawinie, dans la région administrative de Lanaudière, au Québec, au Canada.
La partie supérieure de la rivière de la Boule coule en région forestière et montagneuse, jusqu'au hameau Domaine-du-Cap, situé au nord-est du village de Saint-Côme ; puis en zone habitée jusqu'à sa confluence. À partir du XIXe siècle, la foresterie a été l'activité économique principale de ce sous-bassin versant.
La partie intermédiaire de ce cours d'eau est accessible par la rue du Lac-Émile ; la partie inférieure par la 30e avenue Rivière-de-la-Boule et le chemin de Sainte-Émélie (route 347).
Le parc régional de la Chute-à-Bull, situé à Saint-Côme, longe une partie de la rivière de la Boule. La plus haute chute de cette rivière, la chute à Bull (18 m), se trouve dans ce parc régional.

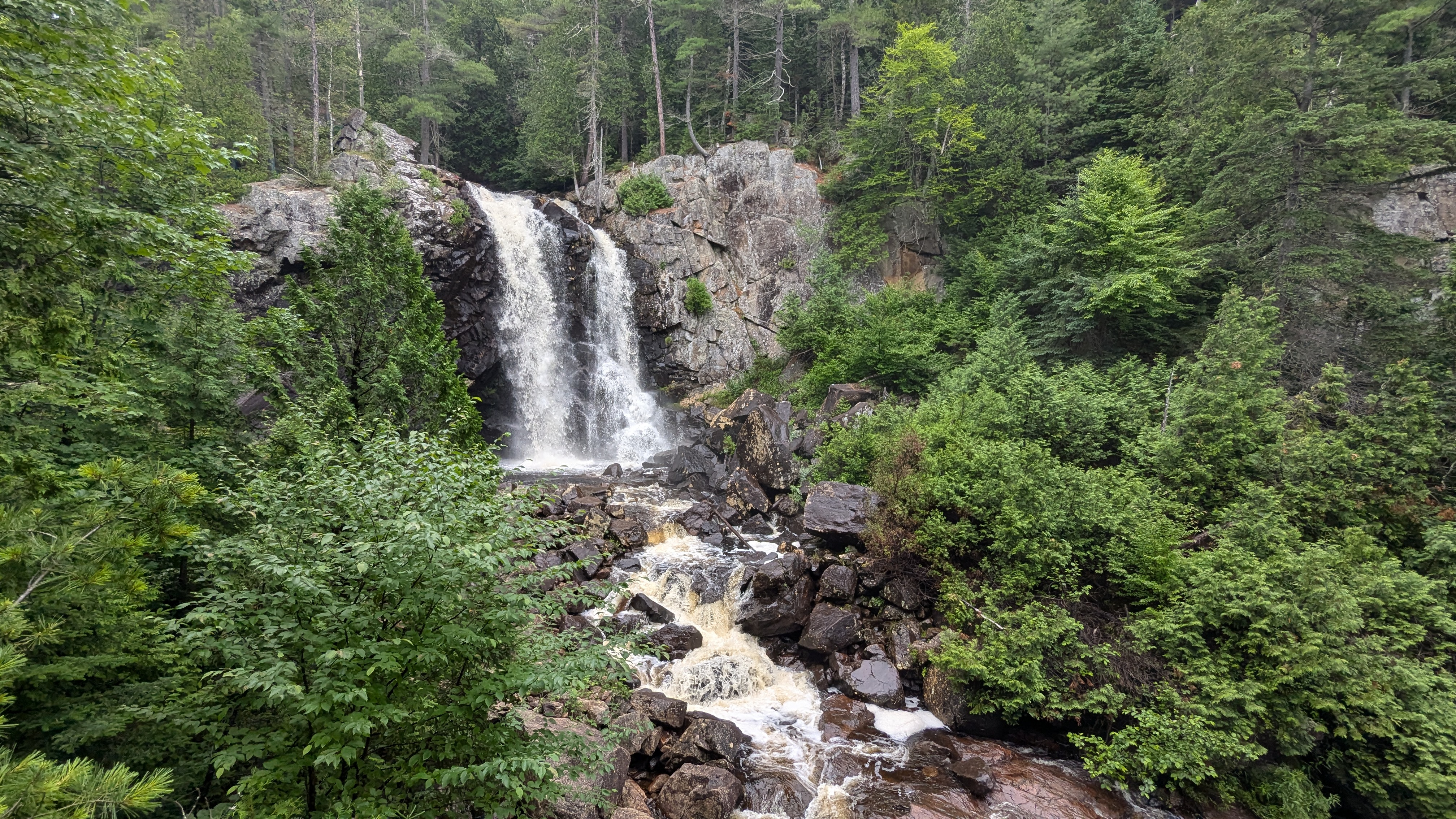
Chute à Bull au parc régional de la Chute-à-Bull.

## Géographie
La rivière de la Boule prend sa source au lac Loré (longueur : 0,6 km ; altitude : 483 m) lequel chevauche la limite nord-Ouest de la municipalité de Sainte-Émélie-de-l'Énergie et le Parc national du Mont-Tremblant. L'embouchure de ce lac de tête est située dans Sainte-Émélie-de-l'Énergie à :
- 11,6 km au nord-ouest du centre du village de Sainte-Émélie-de-l'Énergie ;
- 11,3 km au nord du centre du village de Saint-Côme.

À partir de l'embouchure du lac Loré, la rivière de la Boule coule sur 14,7 km selon les segments suivants :
- 2,1 km vers le sud jusqu'à la rive nord du lac Jaune ;
- 0,5 km vers l'ouest, en traversant le lac Jaune (altitude : 429 m), jusqu'à son embouchure ;
- 1,2 km vers le sud-ouest, jusqu'à un ruisseau (venant du nord-ouest) ;
- 3,4 km vers le sud-est, en traversant le lac Mashusi où se déverse la décharge (venant de l'Est) du lac de la Boule (altitude : 371 m), jusqu'à la limite de Saint-Côme ;
- 5,9 km vers le sud-est en traversant le Domaine-du-Cap en fin de segment et vers le sud-ouest en traversant le Domaine-Lac-France, jusqu'au pont de la route 347;
- 1,6 km vers le sud-ouest, en longeant le côté sud de la rue Principale, en recueillant les eaux du lac France (venant de l'Est) et de la décharge du lac Raymond et du Petit lac Poirier, jusqu'à la confluence de la rivière[4].

La rivière de la Boule se déverse sur la rive est de la rivière L'Assomption du côté sud du village de Saint-Côme. Cette confluence est située à :
- 10,1 km au sud-est du centre du village de Sainte-Émélie-de-l'Énergie ;
- 10,8 km au nord-ouest du centre du village de Saint-Alphonse-Rodriguez.

## Toponymie
Les toponymes rivière de la Boule et lac de la Boule sont interreliés.
Le toponyme rivière de la Boule a été officialisé le 5 décembre 1968 à la Commission de toponymie du Québec.